# Base aérea de Troitsk
La Base aérea de Troitsk (en ruso: Аэродром Троицк; ICAO:; IATA: ) es una base de helicópteros que se encuentra 3 km al noroeste de Troitsk, en el óblast de Cheliábinsk, en Rusia. 
Está a solo 6 km al norte de la frontera con Kazajistán.

## Pista
La base aérea de Troitsk dispone de una pequeña pista de hormigón en dirección 03/21 de 787x40 m. (2.582x131 pies). Cuenta con 30 plataformas para helicópteros.